# Hara Takashi
Hara Takashi (原 敬?; Morioka, 9 febbraio 1856 – Tokyo, 4 novembre 1921) è stato un politico giapponese, primo ministro del Giappone dal 1918 fino al giorno della sua morte sopraggiunta nel 1921.
Nonostante fosse il primo uomo di partito, e quindi non appartenente al blocco oligarchico dominante al governo, a diventare primo ministro, egli perseguì una politica conservatrice finalizzata a mantenere i partiti politici in posizione subordinata all'interno del governo. Non si curò così delle richieste di diversi pensatori liberali per una riforma della Costituzione e per l'introduzione del suffragio universale. Venne assassinato da un nazionalista nel 1921.
Fu il primo premier giapponese di religione cristiana (cattolico).

## Biografia

### I primi anni
Hara nacque in un villaggio del dominio feudale di Morioka nella provincia di Mutsu, attuale prefettura di Iwate. Era figlio di un samurai che aveva eroicamente resistito alla Restaurazione Meiji ed all'istituzione di quel governo costituzionale che un giorno lo stesso Hara sarà chiamato a reggere. Per la sua associazione ai nemici del governo imperiale, dominato dai clan feudali di Chōshū e Satsuma, Hara per lungo tempo rimase escluso dal mondo della politica.
Egli lasciò la casa paterna a 15 anni e si recò in nave a Tokyo dove si iscrisse all'Accademia navale imperiale giapponese ma non riuscì a passare il test di ammissione, preferendo quindi entrare nel seminario Marin, di fondazione francese, una libera scuola parrocchiale cattolica. Fu qui che egli apprese fluentemente il francese. Poco dopo egli entrò nella scuola di legge del Ministero della giustizia (poi Università di Tokyo), ma fu espulso  per aver partecipato a delle rivolte studentesche insieme a Kuga Katsunan senza mai laurearsi.
All'età di 17 anni venne battezzato nella religione cattolica, prendendo il nome di David. All'età di 19 anni, Hara ruppe ogni legame con la sua famiglia e scelse invece la denominazione di heimin, ovvero persona comune e senza titoli; in tempi successivi molti titoli nobiliari gli verranno offerti ma Hara rifiuterà sempre tali onori preferendo essere considerato un uomo semplice.
Dal 1879 Hara lavorò per un giornale come giornalista per tre anni, lasciando poi il suo lavoro in protesta per gli sforzi degli editori nel rendere il giornale portavoce del partito conservatore Rikken Kaishintō di Ōkuma Shigenobu.

### Burocrate di governo
Nel 1882, Hara ottenne un posto al Ministero degli Affari Esteri giapponese su richiesta del ministro in persona, Inoue Kaoru. Sulla base di una discussione che Hara ebbe con lui su alcune vedute del futuro della politica del Giappone nel corso di un viaggio di entrambi in Corea nel 1884, Inoue nominò Hara al ruolo di console generale a Tianjin, e poi a primo segretario dell'ambasciata giapponese a Parigi. Sotto il governo di Mutsu Munemitsu (1844-1897), Hara prestò servizio come vice-ministro degli Affari Esteri e come ambasciatore in Corea. Dopo aver lasciato il ministero, lavorò nuovamente come giornalista per diversi anni e divenne manager di una compagnia di editori, la Mainichi Shinbun di Osaka.

### La carriera politica
Nel 1900, Hara fece ritorno in politica ed aderì al partito Rikken Seiyūkai fondato da Itō Hirobumi. Hara divenne il primo segretario generale del partito.
Egli raccolse dunque la sfida di divenire deputato alla Camera dei rappresentanti per la prefettura di Iwate e venne nominato Ministro delle comunicazioni nel IV governo di Itō Hirobumi. Egli successivamente divenne Ministro dell'Interno in molti gabinetti di governo tra il 1906 ed il 1913. Hara fu anche capace di portare avanti numerose riforme con le sue posizioni influenti. Hara si rese conto che un problema fondamentale della politica del Giappone era rappresentato dalle tensioni tra governo eletto e burocrazia nominata dall'Imperatore e la sua carriera fu essenzialmente dedicata alla riduzione del potere proprio di quest'ultima classe.
Come Ministro dell'Interno, egli sistematicamente licenziò i burocrati nei governi locali dai governatori sino ai presidi delle scuole. Qualsiasi impiegato pubblico che fosse capitato in suo potere veniva rimpiazzato da qualcuno nel quale egli vedeva personalmente una vera capacità in quel campo. Così facendo egli creò un sistema nel quale le persone di talento potessero giungere al top della burocrazia senza riguardo al loro passato od al loro rango sociale. Hara capì che il mantenere una supremazia dei capi eletti dipendeva dall'abilità del governo di sviluppare delle infrastrutture nazionali ed un piano economico a lungo termine che potesse fare non solo gli interessi nazionali ma anche quelli locali.
Nel 1914, dopo un acceso dibattito, venne nominato presidente del Rikken Seiyūkai rimpiazzando il presidente uscente Saionji Kinmochi. Questo periodo viene spesso definito "democrazia Taishō", che rappresenta la decadenza del sistema tradizionale di governo giapponese e si rivolge invece alla vera democrazia parlamentare. Sotto la guida di Hara, il Rikken Seiyukai ottenne maggiori supporti e nel 1917 divenne il principale partito della Dieta giapponese.

### Primo ministro

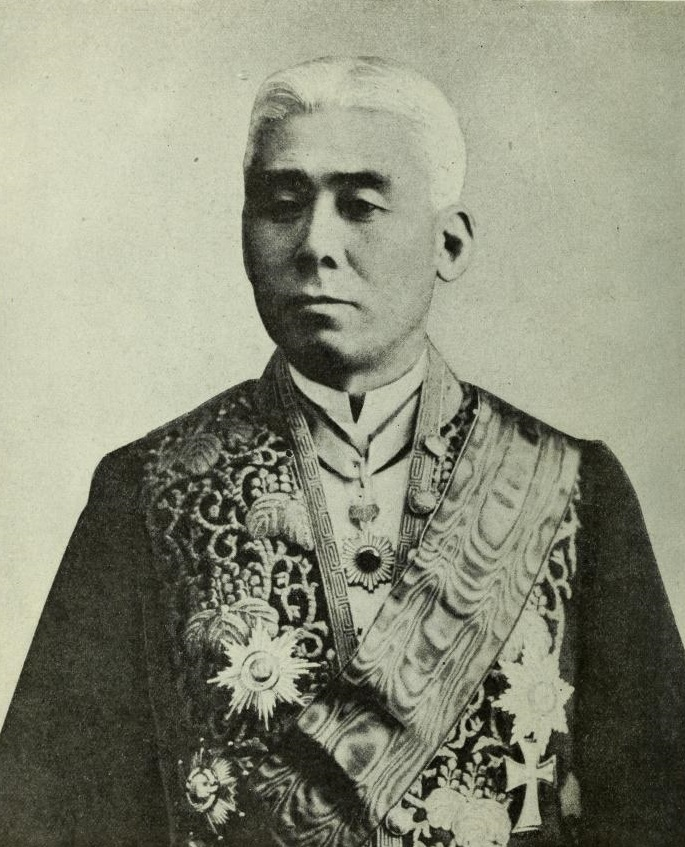
Hara Takashi

Nel 1918, Terauchi Masatake decadde dal proprio incarico di primo ministro a seguito della rivolta del riso e Hara venne nominato suo successore il 28 settembre di quello stesso anno. La sua fu la prima amministrazione partitica in Giappone ed il primo gabinetto di governo guidato da un non-nobile, rompendo con la tradizione precedente. Hara fu inoltre il primo civile ad ottenere temporaneamente l'incarico di guidare le forze armate e la marina militare in assenza dell'ammiraglio Katō Tomosaburō, il quale era impegnato come membro della conferenza navale di Washington.
Come primo ministro, Hara soffrì molto in termini di popolarità dal momento che egli si rifiutò di usare la sua maggioranza al parlamento per forzare la creazione di una legge per il suffragio universale. La cautela di Hara indispose liberali e socialisti che lo accusarono di non volere il suffragio perché esso avrebbe danneggiato la sua posizione di potere. Come partito di politico, Hara non venne mai favorito dai conservatori, né dai burocrati o dai militari, e come tale non era gradito agli ultra-nazionalisti.
Durante il suo governo, il Giappone prese parte alla conferenza di Parigi ed aderì alla Lega delle Nazioni come membro fondatore. In Corea, il Giappone utilizzò la sua forza militare per sopprimere la ribellione Samil, ma successivamente dovette ricredersi per l'opposizione prodotta da tale gesto sull'amministrazione giapponese.
Dopo la rivolta Samil, Hara perseguì una politica conciliatoria verso le colonie, in particolare con la Corea. Egli si alleò col moderato Saitō Makoto e lo prescelse quale governatore generale di Corea che istituì un'amministrazione coloniale essenzialmente composta da civili piuttosto che da militari, permettendo la libertà culturale e (per la prima volta) l'insegnamento della lingua e della storia coreana. Pur ottenendo quindi consensi tra coreani e giapponesi, Hara venne sempre sentito come inadeguato per la sua posizione.
Hara morì il 4 novembre 1921 a seguito di una pugnalata nei pressi della stazione di Tokyo per mano di Kon'ichi Nakaoka, un deviatore ferroviario che venne poi rilasciato tredici anni dopo aver commesso l'omicidio.